# Mimosa flagellaris
Mimosa flagellaris är en ärtväxtart som beskrevs av George Bentham. Mimosa flagellaris ingår i släktet mimosor, och familjen ärtväxter.

## Underarter
Arten delas in i följande underarter:
- M. f. flagellaris
- M. f. hirsuta